# 史岱凡·奧德紀
史岱凡·奧德紀（法文： Stéphane Audeguy，1964年—）是法國當代小說家，出生於法國圖爾。

## 生平
奧德紀曾於巴黎大學研究、教授文學，1986～1987年間於維吉尼亞大學當任助理教授。目前定居巴黎，專事寫作。他在文學之外，對電影、繪畫、漫畫、各國民情也深有研究，因此作品往往摻揉了各類知識，旁徵博引，哲思處處可見，但行文不失幽默。

## 得獎經歷
- 莫里斯·日内瓦獎（Prix Maurice Genevoix）， 《雲的理論》。
- 雙偶文學獎（Prix des Deux Magots），《獨子》 [3]

## 作品集
- 《雲的理論》 (La Théorie des nuages) ，2005年。2011年由貓頭鷹出版社翻譯繁體中文版。
- 《獨子》 (Fils unique)，2006年。2013年由貓頭鷹出版社翻譯繁體中文版。
- 《我，們》 (Nous Autres)，2009年。2015年由貓頭鷹出版社翻譯繁體中文版。
- Rom@
- （暫譯《怪物史：一部超自然世界的歷代紀》），「加利瑪發現文庫」第520冊，2007年12月6日由加利瑪出版社發行。[4]

## 引用
1. ↑  .   [2010-02-21]. （原始内容存档于2009-08-23）.
2. ↑  .   [2015-09-10]. （原始内容存档于2016-03-03）.
3. ↑  .   [2015-09-10]. （原始内容存档于2014-08-08）.
4. ↑  . gallimard.fr.   [2017-04-09]. （原始内容存档于2020-12-02） （法语）.

## 外部鍊結
- "貓頭鷹出版部落格介紹《我，們》
- "Interview with Stéphane Audeguy", French book news
- "Fils unique", Olivier Le Naire, TV5Monde （页面存档备份，存于）